# Музей просто неба

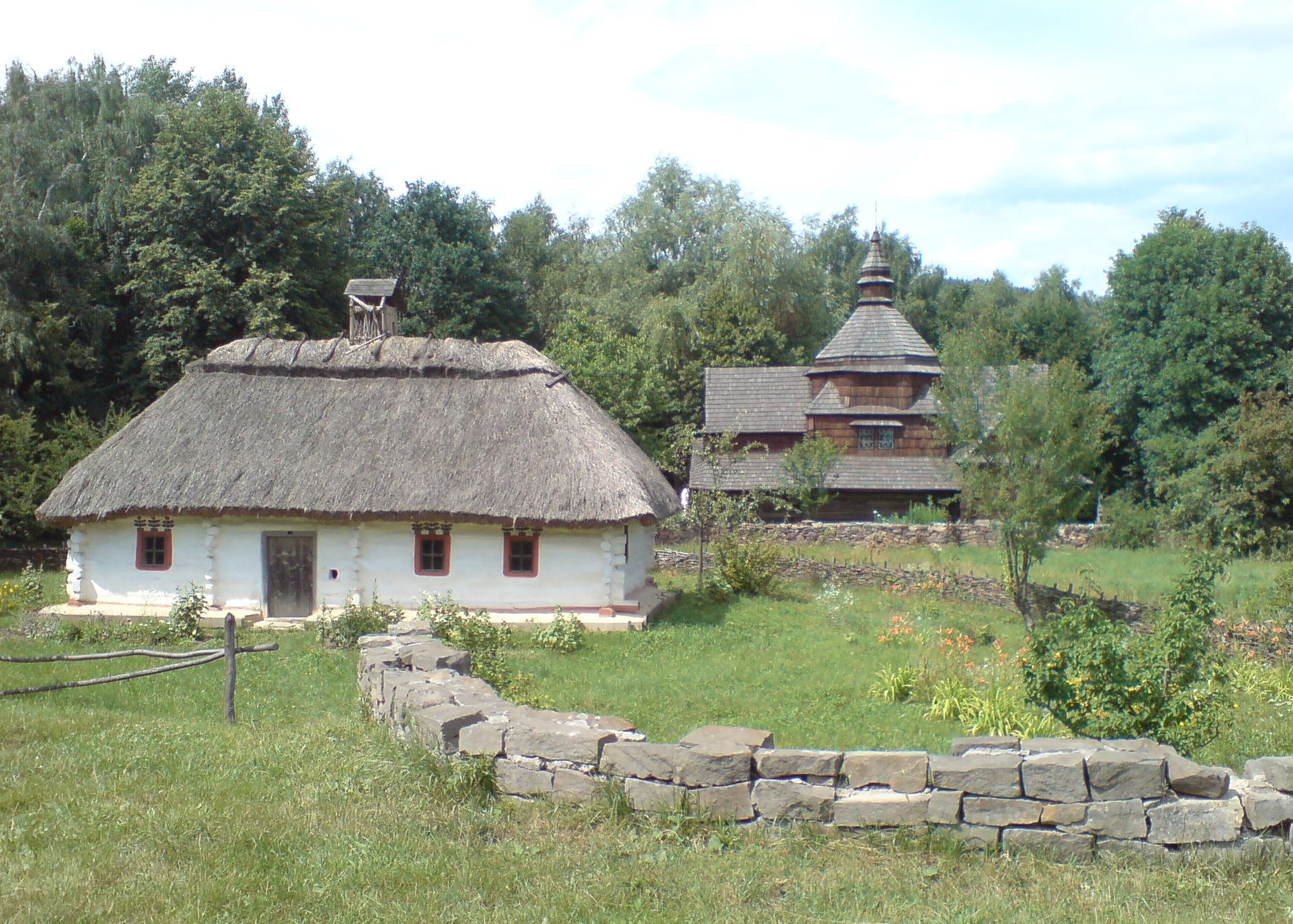
Національний музей народної архітектури та побуту України

Музе́й про́сто не́ба — це різновид музеїв, де експонати розміщені на відкритому просторі.
Існують такі різновиди, як скансен, музеї забудов, музеї сільських господарств, музеї живої історії і фольклорні музеї. Найновіша концепція — це екомузей, яка зародилася вперше у Франції.
Більшість музеїв просто неба спеціалізуються на колекціюванні і реконструкції старовинних помешкань на великих відкритих територіях, зазвичай історично пов'язаних з експозицією. Експонати часто розбираються, переносяться і збираються по детальних кресленнях.

## Історія
Ідею створення музейної експозиції просто неба вперше запропонував у 1870 році швейцарський вчений Чарлз де Бонстеттен.
У 1867 році у Норвегії був організований перший музей просто неба: декілька селянських будівель та церква були перенесені на спеціальну територію поблизу Осло.
1891 році у Стокгольмі вченим-етнографом Артуром Ґаземіусом заснований музей просто неба, до якого були звезені етнографічні пам'ятки з усіх куточків країни. За місцем розташування він отримав назву «Скансен», що згодом стала загальною для музеїв цього типу. У 1901 році музей такого типу Зоргенфри з'явився у Данії, у 1902 році — в Норвегії.
Спочатку в музеї переносили тільки типові сільські споруди, оскільки вважали, що характер сільського життя найцікавіший для етнографічного вивчення. Але швидко змінювалася і міська забудова. У 1909 році в Данії створили музей «Старе місто», куди перенесли 50 експонатів — дво- і триповерхові будинки, виробничі майстерні, торговельні споруди та ін.
Зараз у Європі нараховується понад 2000 музеїв просто неба. Найбільше скансенів у скандинавських країнах: у Швеції — 1162, в Норвегії — 314, у Фінляндії — 230. З 1970 року в Японії було засновано понад 100 музеїв просто неба. Парки культурної спадщини створюються в країнах Південно-Східної Азії.

### В Україні
Попередниками музеїв просто неба в Україні були виставки, на яких експонувалися окремі будівлі. У липні 1887 року в Тернополі відбулась перша етнографічна виставка на території України. У парку був організований архітектурний розділ, який складали чотири селянські хати — подільська, надбужанська, гуцульська і наддністрянська.
У 1894 році у Стрийському парку Львова відбулась крайова виставка, на якій було відтворено шість типових садиб з різних районів Галичини, Гуцульську церкву, шість придорожніх хрестів і вітряк.
У 1902 році в Харкові було збудовано хату з Лівобережної України до XII археологічного з'їзду. В 1910 році в Катеринославу учасники Південноросійської промислової виставки оглядали садибу із села Мишуриний Ріг, збудовану за проєктом академіка Дмитра Яворницького.
У 1964 році засновано перший скансен на території України в Переяславі на Київщині. Далі було засновано музеї просто неба в Ужгороді (1965), у Львові (1966), Києві (1969), Чернівцях (1977).

## Музеї просто неба в Україні

### Скансени
Сьогодні в Україні налічується чотирнадцять великих скансенів:
- Національний музей народної архітектури та побуту України (Київ ʼʼ)
- Музей народної архітектури і побуту імені Климентія Шептицького (Львів)
- Музей народної архітектури та побуту Середньої Наддніпрянщини (Переяслав, Київська обл.)
- Закарпатський музей народної архітектури та побуту (Ужгород)
- Музей народної архітектури та побуту Прикарпаття (село Крилос, Івано-Франківська обл.)
- Чернівецький обласний державний музей народної архітектури та побуту
- Музей історії сільського господарства Волині (село Рокині поблизу Луцька)
- Музей народної архітектури, побуту та дитячої творчості в селі Прелесне (Донецька обл.)
- Етнографічно-туристський комплекс «Козацький хутір» (село Стецівка, Черкаська обл.)
- Музей архітектури і побуту «Старе село» (село Колочава, Закарпатська обл.)
- Етнографічний музей «Українська Слобода» (село Писарівка, Харківська обл.)
- Музей народної архітектури і побуту Державного історико-культурного заповідника «Посулля» (село Пустовійтівка, Сумська обл.)
- Сарненський історико-етнографічний музей (філія Рівненського краєзнавчого музею, Рівненська обл.)
- Музей гуцульської культури просто неба НПП «Гуцульщина» (Косів, Івано-Франківська обл.)[1]

Серед них один національний — у Києві, два регіональних — Львівський та Переяславський музеї, решта одинадцять — обласні. В Україні також діє багато локальних музеїв: це невеликі заклади з однієї або кількох садиб чи інших будівель.

### Історико-культурні комплекси
В Україні створено декілька таких комплексів, зокрема:
- Культурно-освітній комплекс «Мамаєва Слобода» (Київ, 2003)
- Історико-культурний комплекс «Запорозька Січ» на території Національного заповідника «Хортиця» (Запоріжжя)
- Музей просто неба «Табір УПА «Волинь-Південь» (с. Антонівці Шумського району Тернопільської обл.)
- Приватний історико-етнографічний музей «Козацькі землі України» (с. Вереміївка Чорнобаївського району Черкаської обл., власник Володимир Недяк)
- Приватний етнографічний музей «Фрумушика Нова» (6,5 км від села Весела Долина Болградського району Одеської області)[2]

Ведуться роботи по створенню трьох історико-архітектурних комплексів у місцях існування козацьких гетьманських резиденцій, на території яких частково
збереглися архітектурні пам'ятки того часу, решту споруд зводять заново:
- Історико-архітектурний комплекс «Гетьманська резиденція Богдана Хмельницького в Чигирині» (м. Чигирин Черкаської області)
- Історико-архітектурний комплекс «Гетьманська резиденція Богдана Хмельницького в Суботові» (с. Суботів Чигиринського району Черкаської обл.)
- Батуринська фортеця Батуринського державного історичного заповідника «Гетьманська столиця» (смт Батурин Бахмацького району Чернігівської обл.)[1]